# Сибирский дрозд
Сибирский дрозд, или сибирский земляной дрозд (лат. Geokichla sibirica), — вид воробьиных птиц из семейства дроздовых (Turdidae).

## Описание
Сибирский дрозд в длину достигает 20 см, масса составляет от 60 до 72 г. Ноги жёлтые, клюв тёмный. Оперение половозрелых самцов тёмного, серо-синего цвета, издалека выглядит чёрным. Брюхо самцов имеет белый рисунок. Над глазом проходит широкая белая «бровь», внешняя кромка хвоста белая. Самки оливково-бурого цвета сверху и желтовато-белые с рыжеватыми поперечными пестринами снизу. У самки бровь и полоса на подбородке бежевого цвета. Нижняя сторона крыльев у обоих полов чёрного цвета с двойными белыми полосами. Подвид G. s. davisoni темнее чем номинативная форма, а кант его хвоста менее белый.

## Образ жизни
Сибирский дрозд очень робкая птица. Он обитает во влажных смешанных и хвойных лесах, в пойменных лесах. Гнездится в горных лесах на незначительной высоте. Северные популяции гнездятся на таёжных равнинах. Питается различными насекомыми, а также червями и ягодами. Голос — громкий треск. Песня — тихое щебетание и двусложный свист.

## Размножение
Гнездо располагает на деревьях или на кустах, строит из веточек, травы, мха, без грязевой промазки. В кладке четыре-пять голубоватых с тёмными пятнами яиц. О потомстве заботятся оба родителя.

## Распространение

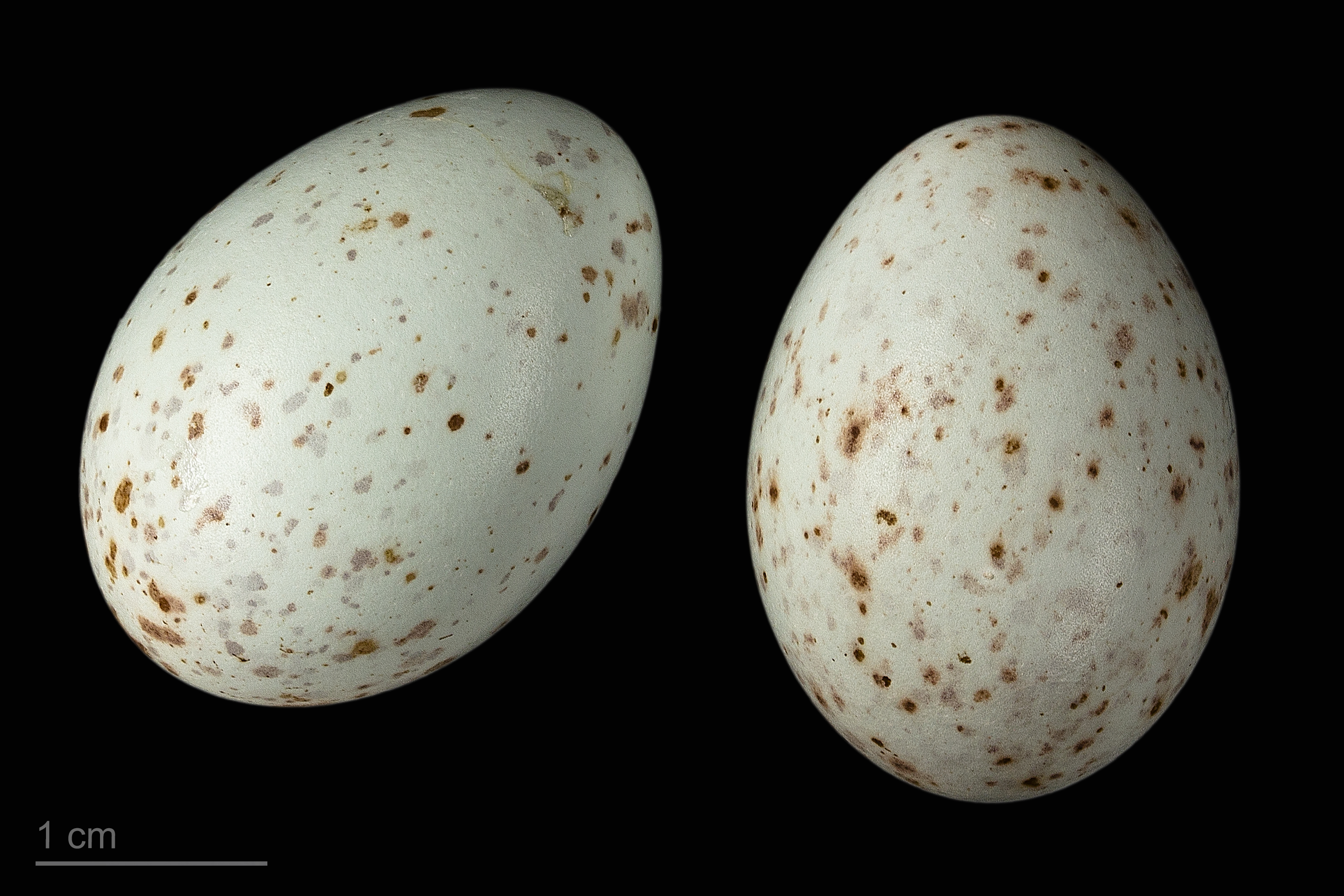
яйцо Geokichla sibirica davisoni - Тулузский музеум

Сибирский дрозд распространён в таёжной Сибири от Енисея на восток до Магадана и к югу до озера Байкал и в северо-восточном Китае. Он встречается также на островах Сахалин, южных Курильских островах, Хоккайдо и Хонсю. Это перелётная птица, зимующая в Юго-Восточной Азии. Отдельные экземпляры иногда осенью или зимой залетают в Западную Европу.

## Подвиды
Выделяют 2 подвида:
- Geokichla sibirica davisoni (Hume, 1877) — Сахалин, южные Курильские острова, Япония
- Geokichla sibirica sibirica (Pallas, 1776) — континентальная Азия (см. выше)